# 제주 어음리 빌레못동굴
제주 어음리 빌레못동굴(濟州 於音里 빌레못洞窟, 영어: Billemotdonggul Lava Tube in Eoeum-ri, Jeju)은 대한민국 제주특별자치도 제주시 애월읍에 있는 동굴이다. 1984년 8월 14일 대한민국의 천연기념물 제342호로 지정되었다.
내부에는 박쥐 등이 존재할 가능성이 높으므로 출입이 불가능하다. 내부에 통로가 많이 존재하고 있다.

## 현지 안내문
제주 어음리 빌레못동굴은 어음리 산중턱에 자리잡고 있으며, 동굴 주위에 두 개의 연못이 있어서, 평평한 암반을 뜻하는 빌레라는 제주도 말과 연못의 못이 합쳐져 ‘빌레못’이라는 이름이 붙여졌다. 동굴의 총길이는 11,749m로 세계에서 가장 길고, 미로가 매우 많으며. 화산활동에 의해 7∼8만년 전에 만들어진 것으로 추정된다.
동굴 안에는 높이 28㎝의 규산주(규소와 산소·수소의 화합물로 이루어진 기둥)와 길이 7m·높이 2.5m의 공모양으로 굳은 용암이 있다. 땅에서 돌출되어 올라온 높이 68㎝의 용암석순은 세계에서 두 번째로 큰 것이다. 또한 동굴 벽면에는 용암이 냉각되면서 밑으로 밀려내려 온 흔적이 그대로 남아있다.
빌레못동굴은 세계적인 용암동굴로서 동굴이 만들어질 때의 흔적을 다양하게 보여주고 있고, 대륙에서 서식하는 황금곰의 화석이 발견되는 등 학술적 가치가 매우 크다.
현재 빌레못동굴은 동굴 생성물 등의 보호를 위해 공개제한지역으로 지정되어 있어 관리 및 학술 목적 등으로 출입하고자 할때에는 문화재청장의 허가를 받아 출입할 수 있다.

## 참고 자료
- 제주 어음리 빌레못동굴 - 국가유산청 국가유산포털